# Pugilina morio
Ốc đùi gà (Danh pháp khoa học: Pugilina morio) là một loài ốc biển trong họ Melongenidae. 

## Đặc điểm
Vỏ lớn, dày với miệng dài. Có một màu nâu, bên trong miệng có màu trắng đục. Ốc có đường xoắn ốc, trên mỗi tầng xoắn có các ụ nhô, càng về tầng thân các ụ nhô càng thô. Khi còn sống ốc có nhiều rong riêu như những sợi tóc bám vào để ngụy trang. Chúng sống ở vùng nước nông, đáy bùn cát và những bụi san hô dưới đá. Ốc đùi gà dùng làm trang trí, sưu tầm rất đẹp. Kích cỡ chúng từ 60–150 mm.